# Nevill Cobbold
William Nevill Cobbold (Long Melford, 4 febbraio 1863 – 8 aprile 1922) è stato un calciatore inglese, di ruolo attaccante.

## Carriera

### Nazionale
Esordisce in Nazionale il 24 febbraio 1883, firmando una doppietta all'Irlanda del Nord (7-0).